# 長距離補正密度汎関数
長距離補正密度汎関数（ちょうきょりほせいみつどはんかんすう、英語: long-range corrected density functional）は密度汎関数の一種で、2電子積分を誤差関数により長距離成分と短距離成分に分けたものである。長距離補正により電子スペクトルや光学応答物性、軌道エネルギーなどの記述が改善される。

## 概要
長距離補正法では2電子積分{\displaystyle 1/r}をパラメータ{\displaystyle \mu }ならびに誤差関数erfと相補誤差関数erfcで以下のように分割する:
{\displaystyle {\frac {1}{r}}={\frac {1-\operatorname {erf} (\mu r)}{r}}+{\frac {\operatorname {erf} (\mu r)}{r}}={\frac {\operatorname {erfc} (\mu r)}{r}}+{\frac {\operatorname {erf} (\mu r)}{r}}}
第1項は{\displaystyle r}の増加にともない急速に0に減衰する短距離成分で、LDAまたはGGA交換汎関数により計算される。第2項は長距離成分で、ハートリーフォック交換積分により計算される。より一般的には以下の形で表される:
{\displaystyle {\frac {1}{r}}={\frac {1-(\alpha +\beta \operatorname {erf} (\mu r))}{r}}+{\frac {\alpha +\beta \operatorname {erf} (\mu r)}{r}}}
{\displaystyle \alpha =0,\beta =1} は最初の式を与え、また {\displaystyle \alpha \neq 0,\beta =0} で通常の（global hybridとも呼ばれる）混成汎関数となる。

## 例
- LC-PBE[2]
- LC-TPSS[2]
- LC-ωPBE[4]
- CAM-B3LYP[3]
- ωB97X-D[5]